# 拉舍纳洛特
拉舍纳洛特（法語：La Chenalotte，法語發音：[la ʃənalɔt]）是法国杜省的一个市镇，属于蓬塔利耶区。

## 地理
拉舍纳洛特（47°6'31"N, 6°41'3"E）面积4.88 平方千米，位于法国勃艮第-弗朗什-孔泰大區杜省，该省份为法国东部内陆省份，北起上索恩省，西接汝拉省，东部及东南部与瑞士接壤，东北部与贝尔福地区省接壤。
与拉舍纳洛特接壤的市镇（或旧市镇、城区）包括：勒比佐、纳尔比耶、诺埃勒塞尔讷、维莱勒拉克、勒巴尔布。

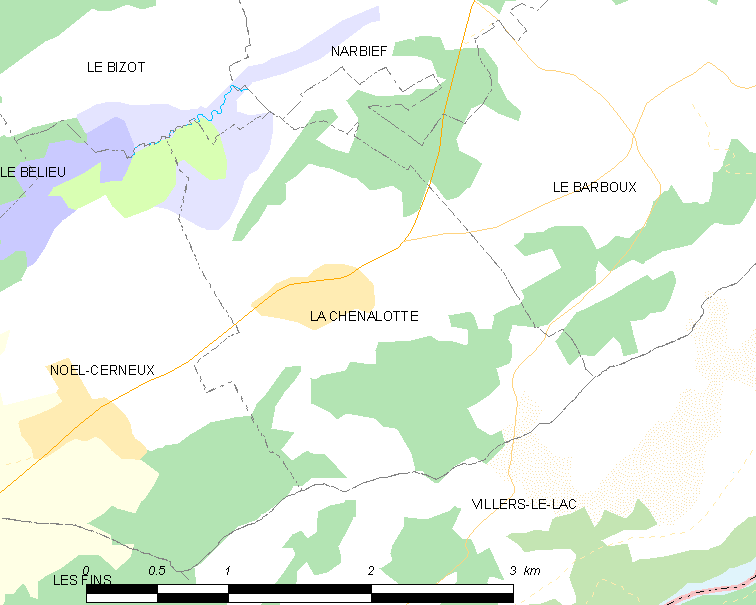
拉舍纳洛特的OSM定位图

拉舍纳洛特的时区为UTC+01:00、UTC+02:00（夏令时）。

## 行政
拉舍纳洛特的邮政编码为25500，INSEE市镇编码为25148。

## 政治
拉舍纳洛特所属的省级选区为莫尔托县。

## 人口

1962-2008年间拉舍纳洛特人口变化图示

拉舍纳洛特于2022年1月1日时的人口数量为532人。